# Werner Reichardt Centrum für Integrative Neurowissenschaften
Das Werner Reichardt Centrum für Integrative Neurowissenschaften (CIN) war ein Exzellenzcluster im Bereich der Neurowissenschaften.
Es nimmt für sich in Anspruch, die gemeinsame Plattform für systemische Neurowissenschaften an der Universität Tübingen zu sein. Es wurde 2007/2008 im Rahmen der Exzellenzinitiative von Bund und Ländern als Exzellenzcluster der Universität Tübingen eingerichtet und wird von der Deutschen Forschungsgemeinschaft (DFG) gefördert. Knapp 90 Wissenschaftler mit ihren Arbeitsgruppen, von denen derzeit 21 überwiegend aus Mitteln der Exzellenzinitiative ermöglicht werden, sind Mitglieder des CIN. Der Schwerpunkt ihrer Arbeit liegt auf der systemneurobiologischen Grundlagenforschung und umfasst auf der Basis eines interdisziplinären und integrativen Ansatzes Projekte, die thematisch in der Biologie, Medizin, Physik, Informatik und den Ingenieurwissenschaften sowie der Kognitionsforschung und der Neurophilosophie angesiedelt sind. Die Förderung des CIN lief bis 2019.
Der Namensgeber Werner Reichardt war ein Pionier der Erforschung der Grundlagen des Sehens und der Informationsverarbeitung.

## Geschichte
Das CIN ist ein Exzellenzcluster, das im Rahmen der ersten Runde der Exzellenzinitiative (Antragstellung: 2006/2007; Förderbeginn: 1. November 2007) erfolgreich beantragt und am 8. Dezember 2008 offiziell eingeweiht wurde. Zu den 25 Principal Investigators (PIs), die den Antrag gemeinsam auf den Weg gebracht hatten, gesellten sich zur Gründung des Clusters weitere 23 Gründungsmitglieder. Da das CIN als eine gemeinsame Plattform zum Austausch, Koordination und Kooperation in der Tübinger neurowissenschaftlichen Landschaft intendiert ist, entwickelt sich seine Mitgliedschaft seither dynamisch. Zum Kreis seiner Mitglieder gehören derzeit ca. 90 Tübinger Neurowissenschaftler, die aufgrund wissenschaftsorientierter Kriterien ausgewählt wurden.
In der letzten Runde der Exzellenzinitiative (Antragstellung: 2010/2011; Förderbeginn: 1. November 2012) bewarb sich das CIN um eine Verlängerung seiner Förderung als Exzellenzcluster für weitere fünf Jahre und erhielt sie. Im selben Jahr konnte die Universität Tübingen auch mit seinem Zukunftskonzept und einer Graduiertenschule punkten.
Die Unterbringung des CIN in einem eigenen Gebäude auf dem Schnarrenberg-Campus des Universitätsklinikums, das im Frühjahr 2012 bezogen werden konnte (offizielle Eröffnung: 14. Mai 2012), stellt die räumliche Nähe zu inhaltlich-wissenschaftlich benachbarten Instituten am Standort sicher. Das Gebäude des CIN liegt direkt zwischen dem Hertie-Institut für Klinische Hirnforschung (HIH) und dem Deutschen Zentrum für Neurodegenerative Erkrankungen (DZNE). Vor dem Bezug dieses Gebäudes war das CIN vorübergehend in unmittelbarer Nähe zum Tübinger Max-Planck-Campus in einem Gebäude des Technologieparks Tübingen-Reutlingen (TTR) untergebracht.
Sprecher des Clusters ist seit seiner Gründung der Neurobiologe Hans-Peter Thier, Ärztlicher Direktor der Abteilung Kognitive Neurologie des Zentrums für Neurologie/Hertie Institutes für Klinische Hirnforschung des Universitätsklinikums Tübingen.

## Forschungsansatz und Forschungsfragen
Im Zentrum der Forschung am CIN steht die doppelte Frage, wie das Gehirn seine Funktionen (etwa Wahrnehmung, Gedächtnis, Emotion, Kommunikation, Motorik) hervorbringt, und wie Erkrankungen des Gehirns (Alzheimer, Parkinson, ALS etc.) diese Funktionen beeinträchtigen.
Antworten auf diese Fragen wird von einem integrativen Ansatz erhofft, in dem verschiedene Betrachtungsebenen einbezogen werden, von der untersten Ebene, den genetischen, zellulären und molekularen Grundlagen von Hirnfunktionen über größere informationsverarbeitende Strukturen in Form neuronaler Schaltkreise und weiterverteilter Nervenzell-Netzwerke bis hinauf zur Betrachtung der Prinzipien von Kognition und Verhalten.
Diese unterschiedlichen Betrachtungsebenen erfordern unterschiedliche wissenschaftliche Methoden und können auf unterschiedliche Weise Voraussetzungen für die Anwendung in Medizin und Technik entwickeln.
Die Forschung am CIN ist grob in fünf Arbeitsbereichen gegliedert. Drei Arbeitsbereiche sind durch die von den jeweiligen Arbeitsgruppen geteilte Betrachtungsebene definiert: Die zelluläre Ebene („The sensory and neuronal basis of integrative brain function (Cellular Level)“), die Netzwerk-Ebene („The sensory and neuronal basis of integrative brain function (Network Level)“) und die kognitiv-behaviorale Ebene („Cognition and behaviour originating from integrative brain functions (Cognitive Level)“). In allen Bereichen werden Methoden der Computational Neuroscience in Ergänzung biologischer bzw. kognitionswissenschaftlicher Ansätze berücksichtigt.
Hinzu kommen zwei Arbeitsbereiche mit Querschnittscharakter, in denen Methodenentwicklung bzw. Anwendungsentwicklungen im Vordergrund stehen. Im Arbeitsbereich „Designing the tools to probe integrative brain functions (Advanced Tools)“ stehen bildgebende Verfahren (MEG, fMRT etc.) im Vordergrund. Im Arbeitsbereich „Brain-related technical applications and neuroprosthetics (Neurotechnology)“ geht es darum, Ergebnisse der neurobiologischen Grundlagenforschung zu nutzen, um innovative Rehabilitationsansätze und prothetische Verfahren zu fördern und Neurotechnologie zu entwickeln.

## Methoden
In der Forschung am CIN kommt eine große Bandbreite an Methoden zum Einsatz, was der Vielzahl an Betrachtungsebenen im Forschungsprogramm entspricht. In Untersuchungen des menschlichen Gehirns dominieren nichtinvasive bildgebende Verfahren wie etwa die Elektroenzephalografie (EEG) und Magnetoenzephalografie (MEG), die sich durch hohe zeitliche Auflösung der Messdaten auszeichnen, aber eine vergleichsweise schlechte räumliche Auflösung bieten. Durch Kombination dieser elektrophysiologischen  Verfahren mit der funktionellen Magnetresonanztomografie (fMRT) – eine Methode, die eine um etwa zwei Größenordnungen höhere räumliche Auflösung ermöglicht – gelingt es, die anatomische Zuordnung der elektrophysiologischen Signale zu verbessern. Um das räumliche Auflösungsvermögen der Magnetresonanztomografie weiter zu verbessern, erkunden Arbeitsgruppen am CIN das Potenzial von Hochfeld-Techniken, u. a. in Form eines experimentellen 9,4-Tesla-MRT-Scanners für Untersuchungen des Gehirns menschlicher Probanden und eines 14,1-Tesla-Tier-MRT am Max-Planck-Institut für Biologische Kybernetik unter der Leitung des CIN-Professors Klaus Scheffler. In der nichtinvasiven molekularen Bildgebung verwenden Arbeitsgruppen des CIN Magnetresonanztomographie in Kombination mit Positronen-Emissions-Tomografie (PET).
Noch höhere räumlich-zeitliche Auflösungen sind derzeit nur mit invasiven Verfahren möglich, die in den meisten Fällen die Nutzung von Tieren erfordern. Eingesetzt werden die elektrophysiologische Registrierung von Membranströmen inklusive Aktionspotenziale durch extrazelluläre oder intrazelluläre Elektrodenableitungen, Single-unit recording, die Untersuchung von Neuronen in größeren Verbänden mit Multi-Elektroden-Arrays (MEA) und per Patch-Clamp-Techniken, die die Untersuchung von Membranströmen in einzelnen Bereichen der Nervenzelle ermöglichen.
Neben diesen ständig weiter verfeinerten elektrophysiologischen Methoden kommen am CIN auch zahlreiche optische Methoden zum Einsatz, mit denen einzelne Zellen und Zellverbände in vitro oder in vivo sichtbar gemacht werden und ihre Aktivität in Echtzeit beobachtet werden kann (Fluoreszenzmikroskopie, insbesondere mithilfe von Konfokal- und 2-Photonenmikroskopen). Die jüngste Innovation in der Nutzung optischer Verfahren ist die Lokalisation definierter Proteine in bestimmten Teilen von Nervenzellen durch Kombination von Super-Resolution Microscopy, die eine Auflösung unterhalb des Abbe-Limits der konventionellen Lichtmikroskopie erlaubt, mit einer molekülspezifischen Markierung. Dieses Verfahren wird u. a. von einer neu eingerichteten Nachwuchsgruppe am CIN genutzt, um axonale Schäden infolge entzündlicher oder neurodegenerativer Erkrankungen zu analysieren, etwa der Multiplen Sklerose.
Welche Rolle neurale Schaltkreise für bestimmte Hirnfunktionen spielen, wird auch mit Hilfe klassischer Methoden wie der Analyse der Folgen von Hirnläsionen untersucht. Außerdem kommt eine Vielzahl experimenteller Verfahren zum Einsatz, etwa die nichtinvasive Transkranielle Magnetstimulation (TMS), oder invasive Techniken wie elektrische Mikrostimulation oder lokale pharmakologische Manipulation eingesetzt. Sie werden zunehmend ergänzt durch invasive optogenetische Techniken, bei denen genetisch modifizierte Neurone durch Licht einer bestimmten Wellenlänge aktiviert und deaktiviert werden.
Biologische Daten werden am CIN mit modernen statistischen Verfahren analysiert und aufbereitet. Dabei werden Methoden der theoretischen Neurowissenschaften genutzt, um neuronale Netzwerke zu simulieren und experimentell überprüfbare Voraussagen zu gewinnen.
Mehrere Arbeitsgruppen am CIN unternehmen den Brückenschlag zur Geisteswissenschaft, insbesondere zur Philosophie. Eine besondere Rolle kommt hierbei einer neuen Professur für Neurophilosophie zu, die aus einer Nachwuchsgruppe zum selben Thema hervorgegangen ist.

## Standort und Partnerschaften
Das CIN ist eine interfakultäre Einrichtung, zu der drei Fakultäten der Universität Tübingen beitragen: Die Mathematisch-Naturwissenschaftliche Fakultät, die Medizinische Fakultät und die Fakultät für Philosophie. Enge Partnerschaften am Standort verbinden das CIN mit dem Max-Planck-Institut für Biologische Kybernetik, mit dem das CIN eine gemeinsame Professur und Arbeitsgruppe zur Hochfeld-Magnetresonanztomografie unterhält, und mit dem Max-Planck-Institut für Intelligente Systeme.
Mit dem HIH und dem DZNE, die in benachbarten Gebäuden angesiedelt sind, bildet das CIN den Neurocampus „Schnarrenberg“, der durch die kurzen Distanzen die effiziente Nutzung von Ressourcen und Geräten ermöglicht und zum wissenschaftlichen Diskurs einlädt. Um letzteren anzuregen, organisieren die beteiligten Einrichtungen Kolloquia und informelle Treffen sowie ein jährliches Neurocampus „Get-Together“. Die enge Verzahnung der Einrichtungen zeigt sich u. a. darin, dass CIN und HIH  mehrere gemeinsame Arbeitsgruppen in den Bereichen Sensomotorik sowie Lernen und Erinnerung betreiben.
Weiter bestehen enge Verbindungen zum Naturwissenschaftlichen und Medizinischen Institut an der Universität Tübingen (NMI), zum Tübinger Zweig des Deutschen Zentrums für Diabetesforschung (DZD) sowie zum Stuttgarter Fraunhofer-Institut für Produktionstechnik und Automatisierung (Fraunhofer IPA). Unter maßgeblicher Beteiligung zahlreicher Mitglieder des CIN gelang außerdem im Jahr 2010 die Einwerbung und Einrichtung des Tübinger Bernstein-Zentrums für Computational Neuroscience, das von CIN-Professor Matthias Bethge koordiniert wurde und im Rahmen der Bernstein-Initiative von 2010 bis 2015 vom Bundesministerium für Bildung und Forschung gefördert wurde.

## Nachwuchsförderung
Am CIN findet die von Exzellenzclustern geforderte Nachwuchsförderung auf mehreren Ebenen statt. Für die Ausbildung von Master-Studierenden und Doktoranden ist das internationale Graduate Training Centre of Neuroscience (GTC) verantwortlich, das unter einem Dach drei Graduiertenschulen mit unterschiedlichen inhaltlichen Schwerpunkten versammelt. Ausgangspunkt war die 1999 gegründete Graduate School of Neural and Behavioural Sciences, die bis heute auch eine International Max Planck Research School ist. Diese Einrichtung wurde mit Gründung des CIN um zwei weitere Graduiertenschulen ergänzt und mit diesen im Graduate Training Centre zusammengefasst, um eine gemeinsame strukturelle Basis zu sorgen und die Abstimmung der Ausbildungsinhalte sicherzustellen. Bei den hinzugekommenen Graduiertenschulen handelt es sich um die Graduate School of Cellular and Molecular Neuroscience und die Graduate School of Neural Information Processing. An diesen neuen Graduiertenschulen stehen – anders als in der verhaltens- und systemneurobiologisch orientierten ersten Graduiertenschule – die zell- und molekularbiologisch arbeitende Neurowissenschaft bzw. die theoretische Neurowissenschaft im Vordergrund.
In allen drei Graduiertenschulen ist die Unterrichtssprache englisch. Mehr als 50 % der Studierenden kommen aus dem Ausland, ausgewählt auf der Grundlage eines mehrstufigen Verfahrens. Derzeit sind ca. 85 Studierende am GTC auf dem Weg zum Mastertitel (M.Sc.), während ca. 250 einen Doktortitel (Dr. rer. nat.) anstreben.
Die Heranführung der Studierenden des GTC an eigene wissenschaftliche Projekte im Rahmen von Laborrotationen ist ein wesentlicher Aspekt der Ausbildung. Mitglieder des GTC haben weitgehende Gestaltungsmöglichkeiten, sie können etwa eigene Gastredner einladen und organisieren in Eigenregie die jährliche Konferenz des neurowissenschaftlichen Nachwuchses in Tübingen, die NeNa-Konferenz (Neurowissenschaftliche Nachwuchskonferenz).
Das CIN hat für in ihrer Karriere weiter fortgeschrittenere Wissenschaftler ein Tenure-Track-Konzept umgesetzt. Es erlaubt vielversprechenden Nachwuchswissenschaftlern nach einer Postdoc-Phase die Übernahme einer eigenen Arbeitsgruppe, die eigenverantwortlich geleitet wird. Nachwuchsgruppenleiter erfahren zusätzliche Unterstützung durch den wissenschaftlichen Beirat des CIN, dessen Mitglieder als Mentoren fungieren. Nach vier Jahren Tätigkeit als Nachwuchsgruppenleiter erfolgt eine kompetitive Evaluation, die zahlreiche Indikatoren wissenschaftlicher Leistung in Betracht zieht (wissenschaftliche Publikationen, Einwerbung von Drittmitteln etc.). Die Entscheidung über den Erfolg der Evaluation und die daraus resultierende Berufung auf eine Professur beruht auf externen Fachgutachten.
Mit der Einrichtung des CIN nahm auch das Schülerlabor Neurowissenschaften seine Arbeit auf. Das Schülerlabor ist ein außerschulischer Lernort, der der Vermittlung wissenschaftlichen Arbeitens und neurowissenschaftlicher Fragestellungen an Schülerinnen und Schüler dient. Diese stammen großenteils aus der gymnasialen Oberstufe, daneben aber auch aus der Mittelstufe und aus Grundschulen. Es zeichnet sich durch stabile Besucherzahlen (mehr als 2.000 Schülerinnen und Schüler pro Jahr) aus und bietet seinen jungen Besucherinnen und Besuchern ganztägige Laborpraktika mit verschiedenen experimentellen Aufgaben. Das Schülerlabor Neurowissenschaften hält außerdem jedes Jahr eine Sommerakademie ab, bei der ca. 20 Schülerinnen und Schüler eine Woche lang ein Projekt bearbeiten, lokale Forschungseinrichtungen besuchen und Vorträge und Führungen erleben. Lehrerinnen und Lehrern werden Fortbildungen angeboten, die mit bis zu 200 Teilnehmern gut angenommen werden. Der Leiter des Schülerlabors ist seit seiner Einrichtung Uwe Ilg.
Neben dem CIN traten auch Stiftungen (Gemeinnützige Hertie-Stiftung, Robert Bosch Stiftung, Klaus Tschira Stiftung) wiederholt als Förderer des Schülerlabors Neurowissenschaften auf. 2014 wurde zudem ein Förderverein eingerichtet. Das Schülerlabor erhält für seine Arbeit in der lokalen Presse immer wieder Aufmerksamkeit. 2010 wurde es als Ausgewählter Ort im Rahmen der Initiative „Deutschland – Land der Ideen“ ausgezeichnet.

## Wissenschaftlicher Beirat
Die Satzung des CIN sieht vor, dass ein externer Wissenschaftlicher Beirat die Arbeiten CIN beratend und beaufsichtigend begleitet. Die Mitglieder des Beirats sind international angesehene Wissenschaftler, deren Fachgebiet in einem oder mehreren der Forschungsfelder des CIN liegt. Die Mitglieder werden vom Rektor der Universität Tübingen ernannt. Der wissenschaftliche Beirat besucht Tübingen mindestens jährlich, erhält einen Bericht über die wissenschaftlichen und strukturellen Entwicklungen am CIN, evaluiert die Arbeit und Rolle der Nachwuchswissenschaftler und berät diese. Der Beirat beratschlagt anschließend über die Entwicklungen des zurückliegenden Jahres und berichtet dann dem Rektor.